# Генрі Хотспур Персі
Генрі Персі ( англ. Henry Percy, 20 травня 1364 — 21 липня 1403), на прізвисько «Хотспур», був англійським лицарем, який воював у кількох кампаніях проти шотландців на північному кордоні та проти французів під час Столітньої війни. Прізвисько «Хотспур» (Гаряча шпора) дали йому шотландці як данину його швидкості і готовності до атаки. Спадкоємець провідної дворянської родини в Північній Англії, Генрі Персі був одним із перших і головних діячів, які стояли за зверненням короля Річарда II на користь Генріха Болінгброка в 1399 році. Пізніш він посварився з новим режимом і повстав, але у 1403 році був вбитий у битві при Шрусбері.

## Життєпис
Генрі Персі народився 20 травня 1364 року в замку Алнвік або Уоркворт у Нортумберленді, старший син Генрі Персі, 1-го графа Нортумберленда, і Маргарет Невіл, дочки Ральфа де Невілла, 2-го лорда Невіла з Ребі та Аліси де Одлі. У квітні 1377 року король Едуард III посвятив його в лицарі разом з майбутніми королями Річардом II і Генріхом IV. У 1380 році він був в Ірландії разом з графом Марчем, а в 1383 році він подорожував Пруссією. Він був призначений наглядачем східного маршу 30 липня 1384 року або в травні 1385 року, а в 1385 році супроводжував Річарда II в експедиції до Шотландії. У квітні 1386 року він був відправлений до Франції для посилення гарнізону в Кале і очолив набіги на Пікардію. Із серпня по жовтень 1387 р. він командував морськими силами, які намагалися зняти облогу Бреста. На знак вдячності за ці військові зусилля у 1388 році у віці 24 років він був удостоєний звання лицаря Підв’язки. Знову призначений начальником східного маршу, він командував англійськими військами проти Джеймса Дугласа, 2-го графа Дугласа, у битві при Оттерберні 10 серпня 1388 року, де він був схоплений, але незабаром був викуплений за плату в 7000 марок.
Протягом наступних кількох років репутація Персі продовжувала зростати. Хоча йому не виповнилося і 30 років, він був відправлений з дипломатичною місією на Кіпр у червні 1393 року і призначений лейтенантом герцогства Аквітанії (1394–1398) від імені Джона Гонта, герцога Аквітанії. Він повернувся до Англії в січні 1395 року, беручи участь в експедиції Річарда II до Ірландії, і повернувся в Аквітанію наступної осені. Влітку 1396 року він знову був у Кале.
Військова і дипломатична служба Персі принесла йому значні знаки королівської прихильності у вигляді грантів і призначень, але, незважаючи на це, родина Персі вирішила підтримати Генріха Болінгброка, майбутнього Генріха IV, у його повстанні проти Річарда II. Після повернення Генріха з вигнання в червні 1399 року, Персі і його батько приєдналися до його військ у Донкастері і рушили з ними на південь. Коли король Річард був скинутий, Персі та його батько були «щедро винагороджені» землями та посадами.
За нового короля Персі мав широку цивільну та військову відповідальність як у східному поході до Шотландії, так і в північному Уельсі, де він був призначений Верховним шерифом Флінтширу в 1399 році. У Північному Уельсі він зазнав посилення тиску в результаті повстання Овайна Гліндура. У березні 1402 року Генріх IV призначив Персі королівським лейтенантом у Північному Уельсі, а 14 вересня 1402 року Персі, його батько, а також граф Данбар і Марч здобули перемогу над шотландськими військами в битві при Гомілдон-Хіллі. Серед інших, вони зробили в’язнем Арчібальда Дугласа, 4-го графа Дугласа.

## Повстання, смерть і ексгумація
Незважаючи на прихильність, яку Генріх IV виявляв Персі в багатьох аспектах, Генрі Персі ставав все більш ним невдоволеним. 
Серед його скарг були:
- Невиплата королем заробітної плати за захист шотландського кордону.
- Прихильність короля до Данбара.
- Вимога короля, щоб Персі видав своїх шотландських полонених.
- Нездатність короля покласти край повстанню Овайна Гліндура шляхом переговорів.
- Король посилює військову владу свого сина (принца Генріха) в Уельсі.

- Неможливість короля викупити зятя Генрі Персі, сера Едмунда Мортімера, якого валлійці захопили в полон у червні 1402 року.

Підбурюваний цим, Персі повстав влітку 1403 року і підняв зброю проти короля. За словами Дж. М. В. Біна, очевидно, що Персі був у змові з Гліндуром. Повернувшись до Англії невдовзі після перемоги під Гомілдон-Хілл, Генрі Персі оприлюднив у Чеширі прокламації, в яких звинувачував короля в «тиранічному правлінні».
Разом зі своїм дядьком Томасом Персі, графом Вустерським, Персі вирушив до Шрусбері, де мав намір битися проти війська під командуванням принца Уельського. Однак армія його батька повільно просувалась на південь, і саме без допомоги батька Генрі Персі та Вустер прибули до Шрусбері 21 липня 1403 року, де зіткнулися з королем та його великою армією. Подальша битва при Шрусбері була жорстокою, із значними втратами з обох сторін, коли ж самого Генрі Персі було вбито, його власні сили втеклии з поля бою.
Обставини смерті Персі розходяться в свідченнях. Літописець Томас Уолсінгем у своїй «Англіканській історії» заявив, що «поки він вів своїх людей у бій, необдумано проникаючи до ворожого війська, [Хотспур] був несподівано порізаний, рукою якоюсь невідомою». Інший звіт стверджує, що Персі був вражений стрілою в обличчя, коли він відкрив свій візир для кращого огляду. Легенда про те, що його вбив принц Уельський, здається, була використана Вільямом Шекспіром. Через два дні графа Вустера було страчено.
Кажуть, що король Генріх, коли після битви принесли тіло Персі, заплакав. Тіло було доставлено Томасом Невілом, 5-м бароном Ферніваллом, до Вітчерча для поховання. Однак, коли поширилися чутки, що Персі все ще живий, король «наказав ексгумувати труп і показати його, підпертих між двома жорнами, на ринку в Шрусбері». Після цього король відправив голову Персі до Йорка, де вона була насаджена на кіл на одних з воріт міста. Його чотири чверті були відправлені до Лондона, Ньюкасла-апон-Тайн, Брістоля та Честера, перш ніж вони нарешті були доставлені його вдові. Вона поховала тіло в Йоркському соборі в листопаді того ж року. У січні 1404 року Персі був посмертно оголошений зрадником, а його землі відійшли до корони.

## У мистецтві
У літературі
Генрі Персі є одним із персонажів історичних хронік Вільяма Шекспіра  Річард II» та « Генріх IV».
В кіно
- У телесеріалі «Порожня корона» у 2 серії «Генріх IV. Частина перша» (2012) роль Генрі Персі виконав Джо Армстронг.

- У фільмі «Король» (2019) роль Генрі Персі виконав Том Глінн-Карні.